# Lasioglossum vexator
Lasioglossum vexator is een vliesvleugelig insect uit de familie Halictidae. De wetenschappelijke naam van de soort is voor het eerst geldig gepubliceerd in 1950 door Krombein.